# Сутей цай

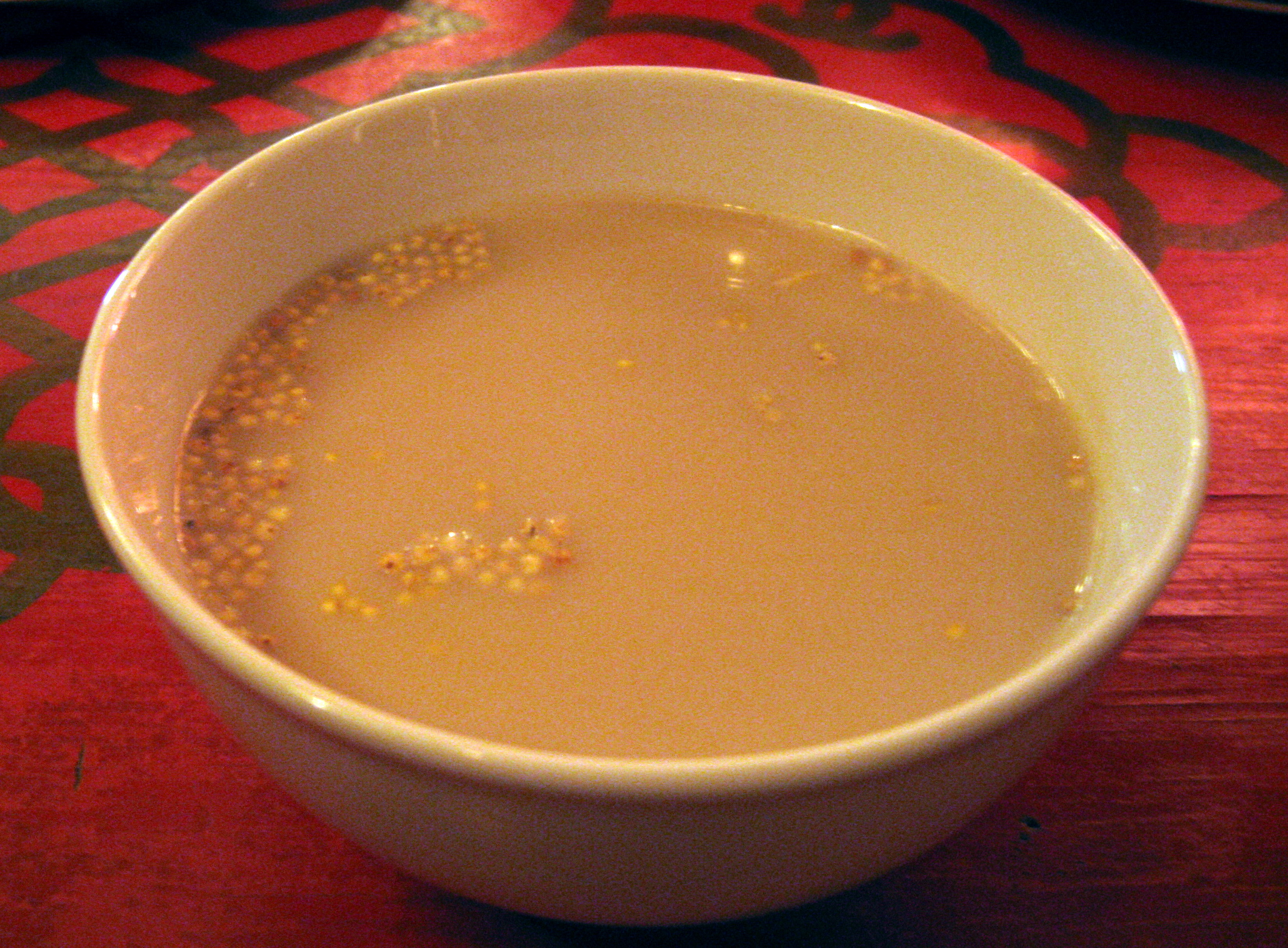
Сутей цай в піалі

Сутей цай, монгольський чай (монг. сүүтэй цай, від монг. сүү — молоко, монг. -тэй — афікс «з ким, з чим», монг. цай — чай, буквально «чай з молоком») — традиційний монгольський напій. Готується з зеленого чаю і молока з додаванням жиру, солі, борошна та рису. Сутей цай п'ють кілька разів на день, в м'ясній трапезі він виконує функцію супу.

## Приготування
Основні інгредієнти напою — вода, молоко, чай та сіль. Чай зазвичай використовується зелений плитковий (цегляний), при приготуванні його розтирають в порошок. Чай заварюють з розрахунку 1-3 столових ложки порошку на літр холодної води. Коли чай закипить, в нього додають 0,25-0,5 літра молока на літр чаю. Якщо додати більшу кількість молока, аж до співвідношення 1: 1 з водою, напій буде більш відповідати старовинній рецептурі. Молоко беруть незбиране коров'яче, овече або верблюже. Молоко є дуже бажаним інгредієнтом, але при необхідності чай можна приготувати і без нього.
За бажанням в напій додають одну столову ложку масла: використовують пряжене вершкове масло яка (шар тос), коров'яче або верблюже. Страву загущають додаванням 50-100 г пшеничного борошна (іноді застосовують ячмінне або житнє борошно), попередньо пересмаженого з маслом. Додають 0,5-1 склянки рису або іншої крупи (пшоно, сорго). Напій солять за смаком і знову доводять до кипіння. Іноді додають горошини гіркого чорного перцю по одному зерну на склянку напою, злегка обсмажене бараняче курдючне сало, кістковий мозок барана.
При приготуванні напій зазвичай перемішували черпаком рухом знизу вгору, виливаючи чай назад в посудину з висоти, аж до закипання. У наш час перемішування зазвичай опускають.
Цегляний або плитковий зелений чай, який використовується для приготування напою, складається із спресованих стебел і листя низької якості. Плитки добре зберігаються, перед приготуванням від них відколюють необхідну кількість чаю. У продажу є розчинний пакетований сутей цай для швидкого приготування.

## Історія
Молоко є дуже важливою складовою раціону харчування в Монголії. Монголи вживають молоко різних тварин — корів, верблюдів, коней, яків, кіз та овець, частіше за інших вживається коров'яче молоко. За традицією в Монголії не п'ють чисту воду. Ймовірно, це пов'язано з віруванням, що вода священна. В середині тринадцятого століття францисканський монах Гійом де Рубрук відвідав Монгольську імперію. Під час подорожі Рубрук зазначив, що монголи «дуже побоюються пити чисту воду». Такі напої, як сік і вино, в Монголії не були доступні, і населення воліло замість води пити молоко і молочні продукти, в тому числі сутей цай і айран (молочний слабоалкогольний напій з ферментованого кобилячого молока). Чай з молоком, борошном і курдючним жиром часом служить кочівникам єдиною їжею протягом багатоденних переходів.

## Популярність
Монголи дуже люблять сутей цай. Європейці та американці не відразу звикають до його характерному смаку, зокрема, через наявність солі.
Сутей цай — один з найпоширеніших напоїв в Монголії. Його часто вживають під час їжі та протягом дня. Сутей цай зазвичай подають гостям в монгольських юртах. До чаю гостям пропонують таріль з закусками, печивом, смаженими на баранячому жирі шматочками тіста — борцогом. Під час трапези сутей цай зазвичай подають на початку, в очікуванні м'ясної страви. Чай подається в піалах, господиня підносить гостю піалу обов'язково двома руками. Етикет вимагає від гостя під час пиття тримати піалу правою рукою або двома руками. П'ють сутей цай повільно, розмовляти під час чаювання не було прийнято.